# Municipio de Fabius (condado de Schuyler)
El municipio de Fabius (en inglés: Fabius Township) es un municipio ubicado en el condado de Schuyler en el estado estadounidense de Misuri. En el año 2010 tenía una población de 757 habitantes y una densidad poblacional de 5,52 personas por km².

## Geografía
El municipio de Fabius se encuentra ubicado en las coordenadas 40°32′16″N 92°24′20″O / 40.53778, -92.40556. Según la Oficina del Censo de los Estados Unidos, el municipio tiene una superficie total de 137.04 km², de la cual 136,53 km² corresponden a tierra firme y (0,37 %) 0,51 km² es agua.

## Demografía
Según el censo de 2010, había 757 personas residiendo en el municipio de Fabius. La densidad de población era de 5,52 hab./km². De los 757 habitantes, el municipio de Fabius estaba compuesto por el 98,55 % blancos, el 0,26 % eran amerindios, el 0,13 % eran asiáticos y el 1,06 % eran de una mezcla de razas. Del total de la población el 0,4 % eran hispanos o latinos de cualquier raza.